# Communauté de communes de la région de Haguenau
La Communauté de communes de la région de Haguenau est une des intercommunalités qui composent le Pays de l'Alsace du Nord. Active de 2002 jusqu'au 31 décembre 2016, elle est située dans le département du Bas-Rhin et la région Grand Est et compte 14 communes.

## Historique
La communauté de communes de la région de Haguenau a été créée 13 décembre 2002 par 10 communes fondatrices : Batzendorf, Dauendorf, Haguenau, Huttendorf, Morschwiller, Niederschaeffolsheim, Ohlungen , Schweighouse-sur-Moder, Uhlwiller , Wintershouse. Le 1er janvier 2012, elle a fusionné avec la Communauté de communes au Carrefour des Trois Croix, s’y ajoutèrent alors les communes de Berstheim, Hochstett, Wahlenheim et Wittersheim.
Le 31 décembre 2016, la communauté de communes disparaît pour laisser place, au 1er janvier 2017, à la communauté d'agglomération de Haguenau. Celle-ci est le fruit de la fusion de quatre intercommunalités : les communautés de communes de la région de Haguenau, de Bischwiller et environs, de la région de Brumath et du Val de Moder.

## Composition
| Nom                    | Code Insee | Gentilé                 | Superficie (km2) | Population (dernière pop. légale) | Densité (hab./km2) |
| ---------------------- | ---------- | ----------------------- | ---------------- | --------------------------------- | ------------------ |
| Haguenau (siège)       | 67180      | Haguenoviens            | 182,59           | 34 460 (2016)                     | 189                |
| Batzendorf             | 67023      | Batzendorfois           | 6,74             | 971 (2014)                        | 144                |
| Berstheim              | 67035      | Berstheimois            | 3,09             | 424 (2014)                        | 137                |
| Dauendorf              | 67087      | Dauendorfois            | 7,63             | 1 456 (2014)                      | 191                |
| Hochstett              | 67203      | Hochstettois            | 2,13             | 338 (2014)                        | 159                |
| Huttendorf             | 67215      | Huttendorfois           | 4,40             | 506 (2014)                        | 115                |
| Morschwiller           | 67304      | Morschwillerois         | 4,62             | 597 (2014)                        | 129                |
| Niederschaeffolsheim   | 67331      | Niederschaeffolsheimois | 6,24             | 1 374 (2014)                      | 220                |
| Ohlungen               | 67359      | Ohlungeois              | 8,39             | 1 303 (2014)                      | 155                |
| Schweighouse-sur-Moder | 67458      | Schweighousiens         | 9,91             | 4 867 (2014)                      | 491                |
| Uhlwiller              | 67497      | Uhlwillerois            | 7,46             | 698 (2014)                        | 94                 |
| Wahlenheim             | 67510      | Wahlenheimois           | 2,55             | 387 (2014)                        | 152                |
| Wintershouse           | 67540      | Wintershousiens         | 3,66             | 910 (2014)                        | 249                |
| Wittersheim            | 67546      | Wittersheimois          | 7,05             | 611 (2014)                        | 87                 |

## Administration
|    | Nom | Nom           | Parti | Début            | Fin              | Fonctions         |
| -- | --- | ------------- | ----- | ---------------- | ---------------- | ----------------- |
| 01 |     | Claude Sturni | DVD   | 1er janvier 2012 | 31 décembre 2016 | Maire de Haguenau |

### Vice-présidents (2012-2014)
| Fonction           | Nom                    | Début | Fin  | Autres fonctions politiques      |
| ------------------ | ---------------------- | ----- | ---- | -------------------------------- |
| 1er Vice-Président | M. Marcel Schmitt      | 2012  | 2014 | Maire de Schweighouse-sur-Moder  |
| 2e Vice-Président  | M. Jean-Claude Wagner  | 2012  | 2014 | Maire de Dauendorf               |
| 3e Vice-Président  | Mme Isabelle Dollinger | 2012  | 2014 | Maire de Batzendorf              |
| 4e Vice-Président  | M. André Erbs          | 2012  | 2014 | 1er adjoint au Maire de Haguenau |
| 5e Vice-Président  | M. Pierrot Winkel      | 2012  | 2014 | Maire de Huttendorf              |
| 6e Vice-Président  | M. Jean-Marc Steinmetz | 2012  | 2014 | Maire de Wittersheim             |

### Vice-présidents (2014-2016)
| Fonction           | Nom                    | Début | Fin  | Autres fonctions politiques     |
| ------------------ | ---------------------- | ----- | ---- | ------------------------------- |
| 1er Vice-Président | M. Philippe Specht     | 2014  | 2016 | Maire de Schweighouse-sur-Moder |
| 2e Vice-Président  | M. André Erbs          | 2014  | 2016 | Adjoint au maire de Haguenau    |
| 3e Vice-Président  | Mme Isabelle Dollinger | 2014  | 2016 | Maire de Batzendorf             |
| 4e Vice-Président  | M. Pierrot Winkel      | 2014  | 2016 | Maire de Huttendorf             |
| 5e Vice-Président  | M. Claude Bebon        | 2014  | 2016 | Maire de Dauendorf              |
| 6e Vice-Président  | Jean-Michel Staerle    | 2014  | 2016 | Adjoint au maire de Haguenau    |
| 7e Vice-Président  | M. Jean-Marc Steinmetz | 2014  | 2016 | Maire de Wittersheim            |

### Conseil communautaire
| Commune                | Année d'adhésion | Conseillers |
| ---------------------- | ---------------- | ----------- |
| Batzendorf             | 2002             | 2           |
| Berstheim              | 2012             | 2           |
| Dauendorf              | 2002             | 3           |
| Haguenau               | 2002             | 16          |
| Hochstett              | 2012             | 2           |
| Huttendorf             | 2002             | 2           |
| Morschwiller           | 2002             | 1           |
| Niederschaeffolsheim   | 2002             | 3           |
| Ohlungen               | 2002             | 3           |
| Schweighouse-sur-Moder | 2002             | 7           |
| Uhlwiller              | 2002             | 2           |
| Wahlenheim             | 2012             | 2           |
| Wintershouse           | 2002             | 2           |
| Wittersheim            | 2012             | 2           |

## Organisation
L'organisation du CA est calquée sur celle des autres EPCI. Elle comprend :
- un organe délibérant : le conseil communautaire,
- un organe exécutif : le Président, aidé des vice-présidents.

Les points inscrits à l'ordre du jour fixé par le Président ont été auparavant discutés en séance non publique par :
- le bureau, commission permanente. Celle-ci est composée du président, des vice-présidents et de membres du conseil communautaires,
- la commission plénière, qui réunit l'ensemble des élus communautaires.

## Compétences
- Le cadre de vie
- La collecte et le tri des déchets ménagers
- La création, l'aménagement, l'entretien  et la gestion de la voirie d'intérêt communautaire et des espaces publics
- Les études en vue du développement des énergies renouvelables sur le territoire
- La fourrière pour les animaux et la fourrière automobile...

- La vie économique
  - L'aménagement, l'entretien et la gestion des zones d'activités d'intérêt communautaire
  - La gestion du Centre d'Animation, d'Information et Relais Économique
  - Le développement touristique.
- La petite enfance, le périscolaire, la jeunesse et les associations
  - Les équipements et les animations "petite enfance" (pour les enfants de moins de 6 ans)
  - Les équipements périscolaires et parascolaires (équipements d'accueil , centre de loisirs sans hébergement, soutien aux centres de vacances)
  - Le groupe scolaire, les salles de sport et de loisirs situées à Berstheim
  - Les animations pour les jeunes
  - L'aide aux associations avec la gestion d'un parc de matériel communautaire pour les fêtes et les cérémonies...
- L'aménagement du territoire
  - Le schéma de cohérence territoriale, les Zones d'Aménagement Concerté, les études portant sur la couverture numérique du territoire
  - Le développement et la gestion des systèmes d'information géographique
  - La charte de développement et d'aménagement et le contrat de territoire avec le Conseil Général du Bas-Rhin...

## Finances
En début d'année 2012, la communauté de communes de la région de Haguenau bénéficie d'une excellente santé financière : son endettement est égal à zéro et elle dispose d'une capacité d'autofinancement de l'ordre de 3 millions d'euros. Une dotation de solidarité a donc été prévue pour les différentes communes membres.